# Hari Khadka
Hari Khadka (distrito de Jhapa, Nepal; 26 de noviembre de 1976) es un exfutbolista Nepales que jugaba en la posición de delantero.

## Carrera

### Club
| Periodo   | Club                    |
| --------- | ----------------------- |
| 1994–1996 | Ranipokhari Corner Team |
| 1996–1997 | Tollygunge Agragami     |
| 1997–1998 | Kerala Police Club      |
| 1999      | Muktijoddha Sangsad KS  |
| 1999–2000 | Atlante FC              |
| 2000      | Pumas Morelos           |
| 2001      | Mahindra United         |
| 2001–2002 | Mohun Bagan AC          |
| 2003–2006 | Nepal Police Club       |
| 2006-2007 | Żejtun Corinthians FC   |

### Selección nacional
Jugó para Nepal de 1995 a 2006 con la que disputó 41 partidos y anotó 13 goles, con lo que es uno de los goleadores históricos de la selección nacional. Participó con la selección nacional en los Juegos Asiáticos de 1998.

## Logros
- I-League: 1

2001/02
- Copa de la India: 1

2000/01